# André und Benedikt Bugner
André Bugner (* 8. Oktober 1994) und Benedikt Bugner (* 4. August 1996) waren von 2008 bis 2019 ein deutsches Kunstrad-Team. Die beiden Brüder starteten für den RSV 1921 Klein-Winternheim und sind vierfache Weltmeister im 2er Kunstfahren der Offenen Klasse (2013–2016).

## Sportliche Vita
Ihren ersten großen internationalen Erfolg erreichten sie 2011 bei der Junioren-Hallenradsport-Europameisterschaft in Höchst (Österreich) mit dem Gewinn des Europameistertitels. Im Jahr 2011 gewannen sie zudem die Deutsche Meisterschaft der Junioren in Duderstadt, die Junior-Masters und stellten einen neuen Junioren-Weltrekord mit 146,60 Punkten im 2er Junioren offene Klasse auf.

Im folgenden Jahr wiederholten die beiden Sportler den Gewinn der Junioren-Europameisterschaft in Gent (Belgien) und verteidigten ihren Deutschen-Meistertitel und den Gewinn der Junior Masters Serie. Den Brüdern gelang es außerdem, den Junioren-Weltrekord auf 153,45 Punkte zu steigern und einen deutschen Rekord mit 162,25 Punkten aufzustellen.
Seit 2013 starten André und Benedikt Bugner in der Eliteklasse. Bei den Hallenradsport-Weltmeisterschaften 2013 in Basel (Schweiz) gewannen die Brüder ihren ersten Weltmeistertitel. Zudem konnten die beiden die German Masters gewinnen und sich den Deutschen-Meistertitel in Baunatal sichern. Außerdem stellen sie vier neue Weltrekorde auf und werden zur Mannschaft des Jahres 2013 des Landessportbundes RLP gewählt.
2014 verteidigten die Brüder ihren Weltmeistertitel im 2er Kunstradsport Elite offene Klasse in Brünn (Tschechien). Bei den Deutschen Meisterschaften in Denkendorf erreichten sie den ersten Platz und beendeten ebenfalls die German Masters auf dem ersten Platz. Der Weltrekord wurde auf 166,20 Punkte gesteigert. 
2015 gewannen die Sportler in Johor Bahru (Malaysia) ihre dritte Weltmeisterschaft. In Moers verteidigten sie ihren deutschen Meistertitel und gewannen zudem die German-Masters-Serie, als auch das UCI-Ranking 2015. Mit 167,40 Punkten stellten die beiden Klein-Winternheimer einen neuen Weltrekord auf.

Außerdem wurden sie mit der Sportplakette des Landes Rheinland-Pfalz als „Sportler des Jahres“ ausgezeichnet, sowie zur Mannschaft des Jahres vom Landessportbund RLP gewählt.
Zum vierten Mal in Folge holten sich die Brüder 2016 in Stuttgart den Weltmeister-Titel im Zweier der Offenen Klasse.
Bei den Hallenradsport-Weltmeisterschaften 2017 erreichten sie im November 2017 die Silbermedaille.
Im April 2018 zog sich Benedikt Bugner bei einem Freundschaftswettkampf eine Sprunggelenksverletzung zu.
2019 feierten sie ihr Comeback und konnten sich eine weitere Silbermedaille bei den Hallenradsport-Weltmeisterschaften sichern. Danach beendeten sie ihre sportliche Karriere.

## Sportliche Erfolge
- Weltmeister 2013, 2014, 2015, 2016
- Vize-Weltmeister 2017, 2019
- Deutscher Meister 2013, 2014, 2015, 2016, 2017, 2019
- German Masters Sieger 2013, 2014, 2015, 2016, 2017
- UCI-Ranking Sieger 2015, 2016, 2017
- Junioren Europameister 2011, 2012
- Junioren Deutscher Meister 2011, 2012
- Junior Masters Sieger 2011, 2012
- Ehemalige Elite-Weltrekordhalter mit 168,68 Punkten
- Junioren-Weltrekordhalter mit 153,45 Punkten
- Deutscher Rekord bei den Junioren mit 162,25 Punkten

## Auszeichnungen
- Träger der Sportplakette des Landes Rheinland-Pfalz
- Träger der Karlsbrunnen-Medaille in Gold
- Mannschaft des Jahres in Rheinland-Pfalz 2013 und 2015